# Galium pulvinatum
Galium pulvinatum är en måreväxtart som beskrevs av Pierre Edmond Boissier. Galium pulvinatum ingår i släktet måror, och familjen måreväxter. Inga underarter finns listade i Catalogue of Life.